# Jarosław Śliwiński
Jarosław Śliwiński (ur. 28 lutego 1939 w Mirocinie) – polski polityk i działacz związkowy, opozycjonista w okresie PRL.

## Życiorys
Syn Piotra i Józefy. Ukończył Zasadniczą Szkołę Zawodową w Ścinawie (1956) i Technikum Mechaniczne w Jeleniej Górze (1966). W latach 1959–1961 odbył zasadniczą służbę wojskową, pracował jako tokarz oraz kierownik magazynu w Kopalni Węgla Brunatnego „Turów”. Po 1978 powrócił do miejsca urodzenia i rozpoczął prowadzenie rodzinnego gospodarstwa rolnego pod Przeworskiem. W styczniu i lutym 1981 uczestniczył w strajku ustrzycko-rzeszowskim, współorganizował też protesty związane z rejestracją związku rolniczego. W marcu 1981 uczestniczył w tzw. zjeździe zjednoczeniowym wiejskich środowisk solidarnościowych w Poznaniu. Został szefem NSZZ Rolników Indywidualnych „Solidarność” w Mirocinie, wchodził też w skład władz gminnych oraz kierował wojewódzką komisją rewizyjną. Po wprowadzeniu stanu wojennego zajmował się kolportażem podziemnej prasy, wielokrotnie poddawany zatrzymaniom i przesłuchaniom, a także inwigilowany przez Służbę Bezpieczeństwa. Od 1984 do 1989 prowadził jako ajent stację benzynową. W 1988 współorganizował zbiórki żywności dla strajkujących górników i hutników, uczestniczył także w lokalnym duszpasterstwie rolników.
Po 1989 uczestniczył w reaktywacji Polskiego Stronnictwa Ludowego (Mikołajczykowskiego), objął funkcję prezesa partii w województwie przemyskim. Był przeciwnikiem reaktywacji NSZZ Rolników Indywidualnych „Solidarność”. W wyborach parlamentarnych w 1991 kandydował do Sejmu z listy PSL-PL. W wyborach w 1993 otwierał przemyską listę okręgową Bezpartyjnego Bloku Wspierania Reform. Kandydował również do Sejmu w 2001 z listy LPR i w 2005 jako lider krośnieńskiej listy Domu Ojczystego. W wyborach samorządowych w 2002, jako kandydat z listy LPR, został wybrany na radnego sejmiku województwa podkarpackiego. W 2004 przeszedł na emeryturę. W 2018 kandydował do sejmiku podkarpackiego z listy Wolnych i Solidarnych.

## Odznaczenia
Odznaczony Krzyżem Kawalerskim Orderu Odrodzenia Polski (2009) oraz Krzyżem Wolności i Solidarności (2016).